# テイラー・トンプソン (野球)
テイラー・F・トンプソン（Taylor F. Thompson, 1987年6月18日 - ）は、アメリカ合衆国・アラバマ州モンゴメリー出身の元プロ野球選手（投手）。右投右打。

## 経歴

### プロ入りとホワイトソックス時代
2008年のMLBドラフトでシカゴ・ホワイトソックスから25巡目（全体750位）指名されたが、契約には至らなかった。
2009年のMLBドラフトで再びホワイトソックスから44巡目（全体1333位）指名され、契約。同年は傘下のアパラチアンリーグのルーキー級ブリストル・ホワイトソックスで9試合に登板し、0勝0敗2セーブ・防御率1.89だった。9月にAAA級シャーロット・ナイツへ昇格し、2試合に登板した。
2010年はパイオニアリーグのルーキー級グレートフォールズ・ボイジャーズ、A級カナポリス・インティミデイターズ、A+級ウィンストン・セイラム・ダッシュでプレー。A級カナポリスでは18試合に登板し、0勝1敗6セーブ・防御率2.20だった。
2011年はA+級ウィンストン・セイラムで41試合に登板し、7勝2敗15セーブ・防御率2.52だった。
2012年はルーキー級ブリストル、A+級ウィンストン・セイラムでプレー。A+級では32試合に登板し、2勝1敗12セーブ・防御率2.44だった。オフには、ホワイトソックスのマイナー選手によるオールスターチームに救援投手として選出された。
2013年はAA級バーミングハム・バロンズで32試合に登板し、4勝2敗12セーブ・防御率2.15だった。7月にAAA級シャーロットへ昇格。12試合に登板し、1勝2敗1セーブ・防御率7.88だった。
2014年はAAA級シャーロットで開幕を迎え、31試合に登板。2勝0敗6セーブ・防御率2.61だった。7月20日にホワイトソックスとメジャー契約を結び、同日のヒューストン・アストロズ戦でメジャーデビュー。4点ビハインドの5回表1死から登板し、1.2回を1安打無失点2奪三振に抑えた。

### アスレチックス傘下時代
2014年11月4日にウェイバー公示でオークランド・アスレチックスへ移籍。
2015年はAAA級ナッシュビル・サウンズで11試合に登板し防御率7.62、A+級ストックトン・ポーツで4試合に登板し防御率14.54と不調に終わり、8月14日にDFAとなった。
2016年もアスレチックスとマイナー契約し、スプリングトレーニングに招待選手として参加したが、4月1日に自由契約となった。

### 独立リーグ時代
アスレチックス退団後はアトランティックリーグのブリッジポート・ブルーフィッシュと契約。36試合に登板し、3勝2敗6セーブ、防御率1.98の成績を残したが、シーズン終了後に退団した。

## 詳細情報

### 背番号
- 60 (2014年)